# Hippodamia (chi bọ rùa)

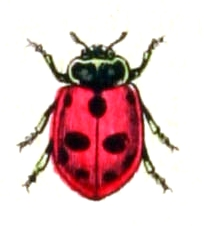
H. variegata

Hippodamia là một chi bọ cánh cứng trong họ Coccinellidae. Chi này gồm loài bọ rùa thông dụng nhất bản địa Bắc Mỹ, Hippodamia convergens, có thể tạo thành đàn qua đông với số lượng hàng triệu con.

## Các loài
- Hippodamia americana Crotch, 1873 - American Lady Beetle
- Hippodamia apicalis Casey, 1899
- Hippodamia arctica (Schneider, 1792)
- Hippodamia caseyi Johnson, 1910 - Casey's Lady Beetle
- Hippodamia convergens Guérin-Méneville, 1842 - Convergent Lady Beetle
- Hippodamia expurgata Casey, 1908
- Hippodamia falcigera Crotch, 1873
- Hippodamia glacialis (Fabricius, 1775) - Glacial Lady Beetle
- Hippodamia koebelei Timberlake, 1942
- Hippodamia lunatomaculata Motschulsky, 1845
- Hippodamia moesta LeConte, 1854
- Hippodamia notata (Laicharting, 1781)
- Hippodamia oregonensis Crotch, 1873
- Hippodamia oregonensis Crotch, 1873
- Hippodamia parenthesis (Say, 1824) - Parenthesis Lady Beetle
- Hippodamia quindecimmaculata Mulsant, 1850 - Barred Lady Beetle
- Hippodamia quinquesignata (Kirby, 1837) - Five-spotted Lady Beetle
- Hippodamia septemmaculata (DeGeer, 1775)
- Hippodamia sinuata Mulsant, 1850
- Hippodamia tredecimpunctata (Linnaeus, 1758) - Thirteen-spotted Lady Beetle
- Hippodamia undecimnotata (Schneider, 1792)
- Hippodamia variegata (Goeze, 1777)
- Hippodamia washingtoni Timberlake, 1939 - Washington's Lady Beetle

## Hình ảnh

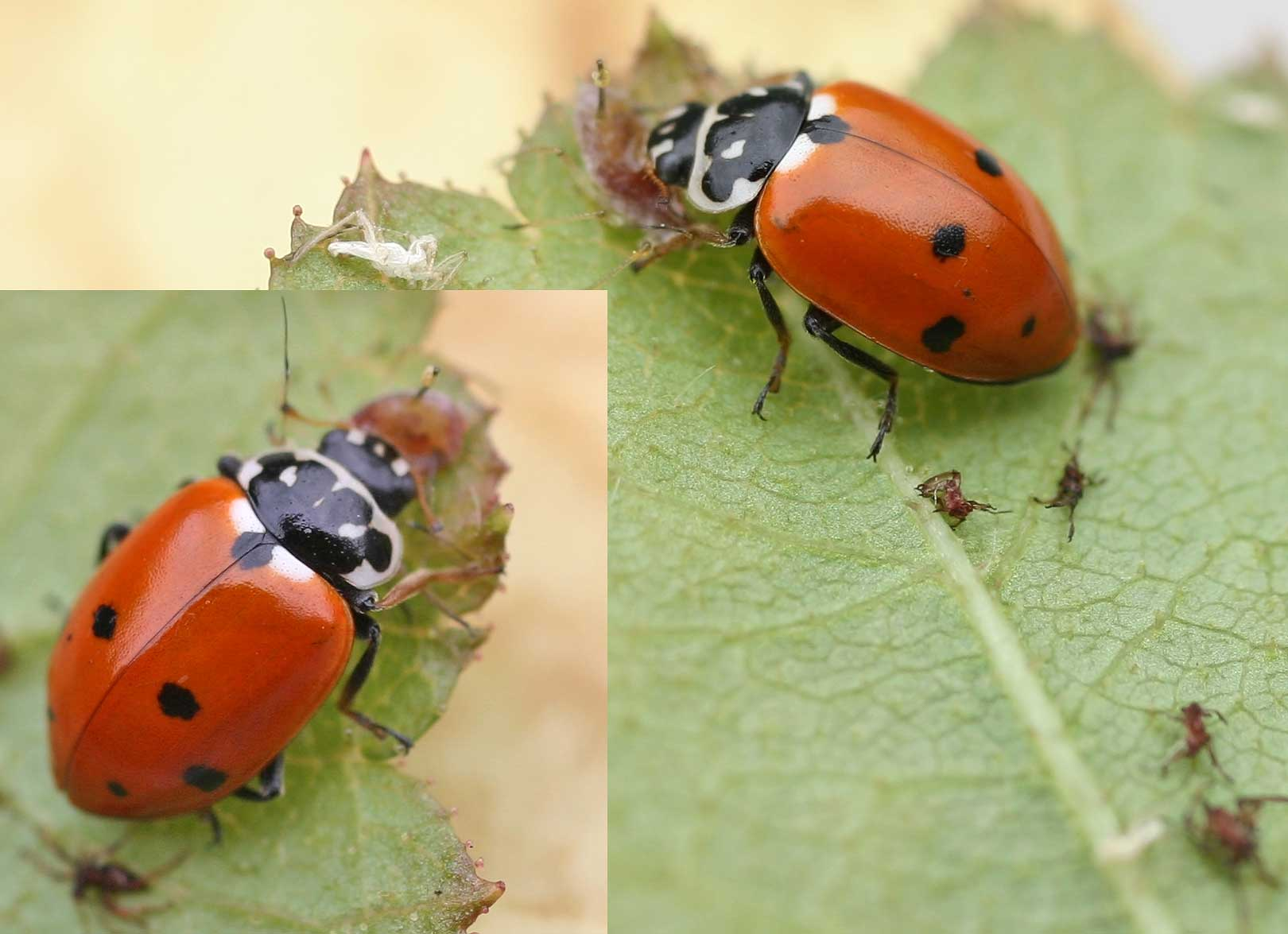